# Elecciones estatales del Estado de México de 2009
Las elecciones estatales del Estado de México de 2009 se llevaron a cabo el domingo 5 de julio de 2009, simultánamente con las elecciones federales y en ellas fueron renovados los siguientes cargos de elección popular en el Estado de México:
- 125 ayuntamientos. Compuestos por un Presidente Municipal y regidores, electos para un periodo de tres años no reelegibles para el periodo inmediato.
- 75 Diputados al Congreso del Estado. 45 electos por mayoría relativa en cada uno de los Distrito Electorales y 30 por el principio de Representación proporcional.

## Resultados electorales

### Ayuntamientos

#### Por partido político
| PFD                                               | Coalición PRI, PVEM, NA , PSD, PFD              | 97 |
|                                                   | Partido Revolucionario Institucional            |    |
|                                                   | Partido Acción Nacional                         | 12 |
|                                                   | Partido de la Revolución Democrática            | 6  |
|                                                   | Partido del Trabajo                             | 2  |
|                                                   | Partido Verde Ecologista de México              |    |
|                                                   | Convergencia                                    | 2  |
|                                                   | Partido Nueva Alianza                           |    |
|                                                   | Partido Socialdemócrata                         |    |
| PFD                                               | Partido Futuro Democrático                      |    |
|                                                   | Coalición PRD, Partido del Trabajo              | 3  |
|                                                   | Coalición Partido del Trabajo, Convergencia     | 2  |
|                                                   | Coalición Partido Acción Nacional, Convergencia | 1  |
| Fuente: Instituto Electoral del Estado de México. |                                                 |    |

#### Por municipio
A continuación se muestran los resultados electorales de los diez municipios más poblados del Estado de México, que en su conjunto albergan 7 479 384 habitantes, el 53.40% de la población de la entidad

##### Ecatepec de Morelos
|  | 10.90 % |

|  | 52.10 % |

|  | 25.74 % |

|  | 2.68 % |

|  | 0.15 % |

|  | 5.56 % |

|  | 100.00 % |

##### Nezahualcóyotl
|  | 13.86 % |

|  | 40.88 % |

|  | 36.21 % |

|  | 0.53 % |

|  | 0.14 % |

|  | 5.91 % |

|  | 100.00 % |

##### Naucalpan de Juárez
|  | 34.29 % |

|  | 49.17 % |

|  | 5.32 % |

|  | 2.94 % |

|  | 1.24 % |

|  | 0.22 % |

|  | 6.83 % |

|  | 100.00 % |

##### Toluca
|  | 28.53 % |

|  | 60.24 % |

|  | 3.07 % |

|  | 2.63 % |

|  | 1.21 % |

|  | 0.14 % |

|  | 4.19 % |

|  | 100.00 % |

##### Tlalnepantla de Baz
|  | 36.49 % |

|  | 40.76 % |

|  | 8.63 % |

|  | 3.27 % |

|  | 1.62 % |

|  | 0.27 % |

|  | 6.35 % |

|  | 100.00 % |

##### Chimalhuacán
|  | 7.94 % |

|  | 55.91 % |

|  | 26.33 % |

|  | 4.98 % |

|  | 0.09 % |

|  | 4.76 % |

|  | 100.00 % |

##### Huixquilucan
- Alfredo del Mazo Maza  Hecho

##### Cuautitlán Izcalli
|  | 31.21 % |

|  | 50.21 % |

|  | 4.30 % |

|  | 4.98 % |

|  | 1.22 % |

|  | 0.24 % |

|  | 5.24 % |

|  | 100.00 % |

##### Teoloyucan
- Gerardo Liceaga Arteaga  Hecho

##### Tultitlán
|  | 10.42 % |

|  | 45.78 % |

|  | 28.41 % |

|  | 9.70 % |

|  | 0.17 % |

|  | 5.53 % |

|  | 100.00 % |

##### Atizapán de Zaragoza
|  | 36.60 % |

|  | 44.63 % |

|  | 6.81 % |

|  | 3.53 % |

|  | 1.33 % |

|  | 0.46 % |

|  | 6.64 % |

|  | 100.00 % |

##### Ixtapaluca
|  | 13.47 % |

|  | 55.04 % |

|  | 19.26 % |

|  | 4.49 % |

|  | 2.39 % |

|  | 0.15 % |

|  | 5.39 % |

|  | 100.00 % |

### Diputados

#### Por partido político
| Partido | Partido                              | Diputados Mayoría relativa | Diputados Rep. Proporcional | Total |
| ------- | ------------------------------------ | -------------------------- | --------------------------- | ----- |
|         | Partido Revolucionario Institucional | 39                         | 0                           | 39    |
|         | Partido Acción Nacional              | 2                          | 10                          | 12    |
|         | Partido de la Revolución Democrática | 3                          | 5                           | 8     |
|         | Nueva Alianza                        | 1                          | 5                           | 6     |
|         | Partido del Trabajo                  | 0                          | 3                           | 3     |
|         | Convergencia                         | 0                          | 3                           | 3     |
|         | Partido Verde Ecologista de México   | 0                          | 3                           | 3     |
|         | Partido Socialdemócrata              | 0                          | 1                           | 1     |
| Total   | Total                                | 45                         | 30                          | 75    |